# Моя любовь, моя печаль
«Моя любовь, моя печаль» (порт.  Meu Bem, Meu Mal) — телесериал производства бразильской телекомпании Глобу, один из первых, продемонстрированных в России (с 6 сентября 1993 по 24 февраля 1994 на канале МТК Москва).

## О сериале
Автор сериала, один из создателей бразильского телевидения Кассиану Габус Мендес в период подготовки сценария заявлял что не собирается использовать какие-либо новшества. Сериал действительно стал очередной классической «мыльной оперой». Но автор, мастерски  используя известные многим клише этого жанра, сумел привлечь телезрителя к экрану. 
 Бывшая модель Сильвия Пфейфер получила множество критических отзывов за исполнение роли расчетливой Изадоры Вентурини. Несмотря на то, что это была её первая роль на телевидении она сразу же принесла своей исполнительнице известность. 
Привлекли внимание телезрителей своей игрой и комические актёры - Зилда Кардосу и Гильерме Каран.

### Сюжет
Действие телесериала происходит в Сан-Паулу. Семейная компания «Вентурини Дизайнерс» является постоянным «полем битвы» за власть между основным акционером компании доном Лазару Вентурини и внебрачным сыном его умершей жены - Рикарду Миранда. Другим ключевом игроком на этом поле становится недавно овдовевшая невестка Лазару - Изадора. Поддерживающие на публике ненависть друг к другу Изадора и Рикарду уже долгое время являются любовниками.  
 Изадора Вентурини и Рикарду Миранда нажили своим поведением себе врагов. Так, отвергнутая женихом (сыном Изадоры) по настоянию матери молодая Фернанда вместе со своей матерью Беренисе организует заговор против неё.  
 Рикарду становится объектом мести со стороны Патрисии, дочери обманутого им Фелипе.

## В ролях
- Сильвия Пфейфер — Изадора Вентурини
- Жозе Майер — Рикарду Миранда
- Лима Дуарте — Лазару Вентурини
- Кассиу Габус Мендес — Дока/Эдуарду Костабрава
- Лидия Бронди — Фернанда
- Иона Магальянс — Валентина
- Нивея Мария — Беренисе
- Адриана Эстевес — Патрисия
- Фабио Ассунсон — Марку Антониу
- Маркус Паулу — Андре
- Арманду Богус- Фелипе
- Лусиана Брага — Дирсе
- Талес Пан Шакон- Энрике
- Лизандра Суоту— Витория
- Милла Кристи — Жессика
- Жоржи Дориа — Эмилиу
- Зилда Кардосу — Элза
- Гильерме Каран — Порфириу
- Арикле Перес — Роза Мария/Роз Мари
- Исис ди Оливейра — Мими Толеду
- Лума ди Оливейра — Ана Мария
- Мила Морейра — Бьянка
- Франсуаза Фортон — Марсела
- Сержиу Виотти — Толеду
- Вера Циммерман — Магда
- Эдсон Фиеши — Жоан Мануэл
- Марселу Галдину — Дженифер
- Моник Алвес — Лусиана
- Уго Гросс — Зе Гильерме
- Сония Клара — Анжелина

а также:
- Эрсон Капри — Клаудиу Вентурини
- Стенио Гарсия — Аржемиру